# Авлуджа, Назми
Назми Авлуджа (тур. Nazmi Avluca, 14 ноября 1976, Каргы, провинция Чорум) — известный турецкий борец греко-римского стиля, двукратный чемпион мира, 4-кратный чемпион Европы, бронзовый призёр Олимпийских игр 2008 года.

## Карьера
Начал спортивную карьеру в секции греко-римской борьбы города Болу в 1987 году. С 1991 года входил в состав национальной сборной Турции, в 1992 году выиграл чемпионат мира среди кадетов в Стамбуле в весовой категории до 60 кг.
Назми Авлуджа побеждал на чемпионате мира 1999 (76 кг) и 2009 (84 кг), Кубке мира 2001 (76 кг) и 2010 (84 кг), чемпионатах Европы 1996 (74 кг), 2004 (84 кг), 2008 (84 кг), 2010 (84 кг).
Участвовал в Олимпиадах-1996 и 2000. На олимпийском турнире 2008 года занял третье место в весовой категории до 84 кг.
В 2005 году Авлуджа выступал за германский борцовский клуб «1. Лукенвальдер СК», где он за сезон не проиграл ни одного боя и помог клубу впервые стать чемпионом Германии. В 2006 году вернулся в Турцию, в клуб «Шекерспор» из Коньи.